# Stazione di Nakagami
La stazione di Nakagami (中神駅?, Nakagami-eki) è una stazione ferroviaria all'interno dell'area metropolitana di Tokyo situata nella città di Akishima, lungo la linea Ōme della JR East.

## Linee
JR East
■ Linea Ōme

## Struttura
La stazione è costituita da due marciapiedi laterali con due binari passanti in superficie, collegati al fabbricato viaggiatori posto sopra di essi da scale mobili, fisse e ascensori per l'accesso senza barriere architettoniche. Sono presenti tornelli automatici con supporto alla bigliettazione elettronica Suica e distributori automatici di biglietti.
| 1 | ■ Linea Ōme e Itsukaichi              | per Ōme, Okutama e Musashi-Itsukaichi |
| 2 | ■ Linea principale Chūō (verso Tokyo) | per Tachikawa, Shinjuku e Tokyo       |

## Stazioni adiacenti
| «                     | Servizio      | »         |
| Linea Ōme             | Linea Ōme     | Linea Ōme |
| --------------------- | ------------- | --------- |
| Higashi-Nakagami      | Tutti i treni | Akishima  |
| L'Ōme Liner non ferma |               |           |